# Анатолій Мороз
Анато́лій Моро́з, відомий також як архімандри́т Микола́й (1949, Корнин, СРСР) — український художник та священник УПЦ КП.

## Життєпис
Анатолій Мороз народився у смт Корнин, що на Житомирщині. Малюванням захопився ще у дитинстві, роблячи карикатури на шкільних учителів. Перша професійна виставка художника відбулася у 1977 році. У творчості Анатолія Мороза поєднуються кілька стилів: реалізм, постімпресіонізм, декоративізм і ар-нуво. Серед основних напрямів роботи: пейзажі, портрети, натюрморти, виготовлення вітражів.
Завдяки благодійним фондам, з якими співпрацює художник, його роботи потрапляють за кордон, де мають успіх у колекціонерів та галеристів.
В П'ятихатках, де мешкає Анатолій Мороз, він знаний переважно як священник УПЦ КП архімандрит Миколай.

## Вибрані виставки
- 2014 — «Мальовничі дзвони» (Харків, Харківський художній музей)[2]
- 2014 — «Слобідські чорнобривці» (Харків, галерея «Мистецтво Слобожанщини» обласного центру культури і мистецтва)[3]
- 2016 — «Тут і зараз» (Харків, галерея «Мистецтво Слобожанщини» обласного центру культури і мистецтва)[4]